# Isaac Makwala
Isaac Makwala est un athlète botswanais spécialiste du 200 et du 400 mètres, né le 29 septembre 1986 à Tutume.

## Biographie
En 2007, Isaac Makwala remporte la médaille d'or du relais 4 × 400 m lors des Jeux africains d'Alger, après avoir atteint les demi-finales sur 400 mètres. En 2008, il remporte la médaille d'argent sur 400 m lors des championnats d'Afrique d'Addis-Abeba, où il établit un nouveau record personnel en 45 s 64. Il n'est cependant pas retenu pour les Jeux olympiques de 2008. Auteur de 20 s 73 sur 200 mètres en 2009, il participe aux championnats du monde de Berlin où il s'incline dès les séries. En 2010, il remporte la médaille d'argent du 4 × 400 m aux championnats d'Afrique de Nairobi.
Entraîné désormais par Justice Dipeba, un ancien sprinteur botswanais ayant participé aux Jeux olympiques de 1996, il se distingue en 2012 en devenant champion d'Afrique du 400 m à Porto-Novo au Bénin, devant les Sud-africains Oscar Pistorius et Willem de Beer, dans le temps de 45 s 25. Il s'entraîne à Kingston en Jamaïque afin de se préparer pour les Jeux olympiques de 2012 où il s'incline dès les séries.
Le 6 juillet 2014, au cours du meeting de La Chaux-de-Fonds, en Suisse en altitude, Isaac Makwala établit un nouveau record d'Afrique du 400 m en parcourant la distance en 44 s 01, améliorant de neuf centièmes de seconde l'ancienne meilleure marque continentale détenue depuis 2006 par le Congolais Gary Kikaya. Lors de ce même meeting, le Botswanais descend pour la première fois de sa carrière sous les 20 secondes sur 200 m en établissant la marque de 19 s 96 (-0,4 m/s).
Lors des championnats d'Afrique 2014 se déroulant à Marrakech au Maroc, Makwala conserve son titre continental sur 400 m en établissant un nouveau record des championnats en 44 s 23. Il remporte par ailleurs la médaille d'argent du 200 m derrière l'Ivoirien Wilfried Koffi, et s'adjuge la médaille d'or du relais 4 × 400 m en compagnie de Pako Seribe, Nijel Amos et Leaname Maotoanong. L'équipe du Botswana établit à cette occasion un nouveau record du Botswana en 3 min 1 s 89. Sélectionné dans l'équipe d'Afrique lors de la 2e coupe continentale, à Marrakech, il se classe deuxième du 400 m, derrière l'Américain LaShawn Merritt, et remporte l'épreuve du relais 4 × 400 m.

### 43 s 72 sur 400 m (2015)
Le 5 juillet 2015, à La Chaux-de-Fonds, en profitant de l'altitude de la piste (supérieure à 1 000 m) Isaac Makwala établit un nouveau record d'Afrique en 43 s 72, devenant le cinquième meilleur performeur de tous les temps après les Américains Michael Johnson, Harry Butch Reynolds, Jeremy Wariner et Quincy Watts , battu depuis par le Sud-Africain Wayde van Niekerk,. En septembre il remporte le 400 m aux Jeux africains.
Aux Jeux olympiques de 2016 à Rio de Janeiro, il est éliminé en demi-finale du 400 m avec le 22e temps, puis termine 5e en finale du relais 4 × 400 m.
Le 14 juillet 2017, à Madrid, Isaac Makwala remporte le 200 m en établissant la meilleure performance mondiale de l'année à 19 s 77 (0,0 m/s), améliorant son record personnel de 19 s 96 établi en 2014, nouveau record du Botswana. Lors de cette même compétition, il remporte l'épreuve du 400 m et réalise son deuxième meilleur temps de sa carrière en 43 s 92.

### Controverse aux Championnats du monde de Londres 2017
Lors des Championnats du monde de Londres, Isaac Makwala passe facilement le cap des séries en 44 s 55 et de la demi-finale en 44 s 30 du 400 m, confirmant ainsi être le grand rival du Sud-Africain Wayde van Niekerk. Le lendemain, il ne se présente pas aux séries du 200 m, épreuve où il détient le meilleur temps mondial de l'année, et ce à cause d'une intoxication alimentaire. On apprend par la suite que cela concerne une trentaine d'athlètes de l'hôtel où est logé le Botswanais. Malheureusement, il est obligé de déclarer forfait pour la finale du 400 m qui se déroule le jour suivant,,. En effet, une loi britannique empêche un sportif de concourir si celui-ci est contagieux : il doit être placé en quarantaine afin d'éviter tout risque. L'IAAF publie un communiqué le soir même (8 août) sur la décision de retirer le Botswanais de la finale, à la suite de tests médicaux. Pourtant, le président de la Botswana Athletics Association nie ces propos et précise sur le plateau de la BBC qu'aucun test n'a été effectué et qu'aucun docteur n'est venu l'examiner Isaac Makwala. La Fédération et l'athlète crient au complot, considérant que « quelque chose de louche se passe ici ».
Finalement, le lendemain, l'IAAF organise une série spéciale pour l'athlète au 200 m, et exige qu'il coure en 20 s 53 ou mieux pour rejoindre les demi-finales : Isaac Makwala court à 18h40, sous une pluie battante, en 20 s 20. Deux heures plus tard, il participe aux demi-finales où, au couloir 1, il termine 2e en 20 s 14 et se qualifie pour la finale, où il termine 6e après avoir craqué à 50 mètres de la ligne d'arrivée (20 s 44).
Le 24 août, lors du Weltklasse Zürich, étape finale de la Ligue de diamant et dans une nouvelle formule où le vainqueur de la finale remporte le trophée, il décroche le titre en s'imposant en 43 s 95.

### 2021: Relais mondiaux et Jeux olympiques de Tokyo
Il est médaillé de bronze du relais 4 × 400 mètres aux Relais mondiaux 2021 avec Boitumelo Masilo, Ditiro Nzamani et Leungo Scotch.
Lors des Jeux olympiques de 2020 à Tokyo, il s'adjuge la médaille de bronze du relais 4 × 400 mètres aux côtés de Bayapo Ndori, Baboloki Thebe et Zibane Ngozi en établissant un nouveau record d'Afrique en 2 min 57 s 27.

## Palmarès
| Date | Compétition               | Lieu             | Résultat | Épreuve   | Temps         |
| ---- | ------------------------- | ---------------- | -------- | --------- | ------------- |
| 2007 | Jeux africains            | Alger            | 1er      | 4 × 400 m | 3 min 03 s 16 |
| 2008 | Championnats d'Afrique    | Addis-Abeba      | 2e       | 400 m     | 45 s 64       |
| 2010 | Championnats d'Afrique    | Nairobi          | 2e       | 4 × 400 m | 3 min 05 s 16 |
| 2011 | Jeux africains            | Maputo           | 3e       | 4 × 400 m | 3 min 05 s 92 |
| 2012 | Championnats d'Afrique    | Porto-Novo       | 1er      | 400 m     | 45 s 25       |
| 2014 | Championnats d'Afrique    | Marrakech        | 1er      | 400 m     | 44 s 23       |
| 2014 | Championnats d'Afrique    | Marrakech        | 2e       | 200 m     | 20 s 51       |
| 2014 | Championnats d'Afrique    | Marrakech        | 1er      | 4 × 400 m | 3 min 1 s 89  |
| 2014 | Coupe continentale        | Marrakech        | 6e       | 200 m     | 20 s 49       |
| 2014 | Coupe continentale        | Marrakech        | 2e       | 400 m     | 44 s 84       |
| 2014 | Coupe continentale        | Marrakech        | 1re      | 4 × 400 m | 3 min 0 s 02  |
| 2014 | Ligue de diamant          | Ligue de diamant | 3e       | 400 m     | détails       |
| 2015 | Relais mondiaux de l'IAAF | Nassau           | 8e       | 4 × 400 m | 3 min 03 s 73 |
| 2015 | Championnats du monde     | Pékin            | 5e       | 400 m     | 44 s 63       |
| 2015 | Jeux africains            | Brazzaville      | 1er      | 400 m     | 44 s 35       |
| 2015 | Jeux africains            | Brazzaville      | 2e       | 4 × 400 m | 3 min 00 s 95 |
| 2016 | Championnats d'Afrique    | Durban           | 4e       | 400 m     | 46 s 58       |
| 2016 | Jeux olympiques           | Rio de Janeiro   | 5e       | 4 × 400 m | 2 min 59 s 06 |
| 2016 | Ligue de diamant          | Ligue de diamant | 3e       | 400 m     | détails       |
| 2017 | Relais mondiaux de l'IAAF | Nassau           | 2e       | 4 × 400 m | 3 min 02 s 28 |
| 2017 | Championnats du monde     | Londres          | 6e       | 200 m     | 20 s 44       |
| 2017 | Championnats du monde     | Londres          | finale   | 400 m     | DNS           |
| 2017 | Ligue de diamant          | Ligue de diamant | 1er      | 400 m     | 43 s 95       |
| 2018 | Jeux du Commonwealth      | Gold Coast       | 1er      | 400 m     | 44 s 35       |
| 2018 | Jeux du Commonwealth      | Gold Coast       | 1er      | 4 × 400 m | 3 min 1 s 78  |
| 2021 | Relais mondiaux           | Chorzów          | 3e       | 4 × 400 m | 3 min 4 s 77  |
| 2021 | Jeux olympiques           | Tokyo            | 7e       | 400 m     | 44 s 94       |
| 2021 | Jeux olympiques           | Tokyo            | 3e       | 4 × 400 m | 2 min 57 s 27 |
| 2024 | Relais mondiaux           | Nassau           | 1er      | 4 × 400 m | Séries        |

## Records
| Épreuve    | Performance  | Lieu              | Date            |
| ---------- | ------------ | ----------------- | --------------- |
| 100 mètres | 10 s 20      | Gaborone          | 3 mai 2014      |
| 200 mètres | 19 s 77 (NR) | Madrid            | 14 juillet 2017 |
| 300 mètres | 31 s 44 (NR) | Ostrava           | 28 juin 2017    |
| 400 mètres | 43 s 72 (NR) | La Chaux-de-Fonds | 5 juillet 2015  |

### Meilleures performances par année
| Année | Temps   | Date              | Lieu              | Rang Mondial |
| ----- | ------- | ----------------- | ----------------- | ------------ |
| 2009  | 20 s 73 | 21 avril 2009     | Bamako            | 137          |
| 2010  | 21 s 33 | 27 avril 2010     | Bamako            | 740          |
| 2011  | 21 s 17 | 21 mai 2011       | Kingston          | 530          |
| 2012  | 20 s 87 | 7 juin 2012       | Rhede             | 281          |
| 2013  | 20 s 21 | 7 juillet 2013    | La Chaux-de-Fonds | 17           |
| 2014  | 19 s 96 | 6 juillet 2014    | La Chaux-de-Fonds | 5            |
| 2015  | 20 s 77 | 8 septembre 2015  | Zagreb            | 226          |
| 2016  | 20 s 42 | 15 mars 2016      | Potchefstroom     | 77           |
| 2017  | 19 s 77 | 14 juillet 2017   | Madrid            | 1            |
| 2018  | 19 s 96 | 20 mai 2018       | Osaka             | 10           |
| 2019  | -       | -                 | -                 | -            |
| 2020  | -       | -                 | -                 | -            |
| 2021  | 20 s 06 | 18 septembre 2021 | Nairobi           | 13           |
| 2022  | 20 s 50 | 3 juillet 2022    | La Chaux-de-Fonds |              |
| 2023  | 20 s 80 | 13 mai 2023       | Nairobi           |              |
| 2024  | 20 s 73 | 19 mai 2024       | Gaborone          |              |

| Année | Temps   | Date            | Lieu              | Rang Mondial |
| ----- | ------- | --------------- | ----------------- | ------------ |
| 2007  | 46 s 48 | 14 juillet 2007 | Eindhoven         | 237          |
| 2008  | 45 s 64 | 2 mai 2008      | Addis-Abeba       | 60           |
| 2009  | 45 s 56 | 21 avril 2009   | Bamako            | 48           |
| 2010  | 46 s 07 | 25 juin 2010    | Nancy             | 131          |
| 2011  | 45 s 63 | 6 août 2011     | Orapa             | 67           |
| 2012  | 45 s 25 | 29 juin 2012    | Porto-Novo        | 40           |
| 2013  | 45 s 86 | 7 juillet 2013  | La Chaux-de-Fonds | 97           |
| 2014  | 44 s 01 | 6 juillet 2014  | La Chaux-de-Fonds | 3            |
| 2015  | 43 s 72 | 5 juillet 2015  | La Chaux-de-Fonds | 3            |
| 2016  | 44 s 85 | 2 juin 2016     | Rome              | 23           |
| 2017  | 43 s 84 | 21 juillet 2017 | Monaco            | 3            |
| 2018  | 44 s 23 | 12 mai 2018     | Shanghai          | 7            |
| 2019  | 45 s 43 | 5 mai 2019      | Francistown       | 59           |
| 2020  | 46 s 14 | 14 mars 2020    | Gaborone          | 51           |
| 2021  | 44 s 47 | 20 juin 2021    | Chorzów           | 9            |
| 2022  | 45 s 03 | 3 juillet 2022  | La Chaux-de-Fonds |              |
| 2023  | 45 s 79 | 10 juin 2023    | Genève            |              |
| 2024  | 46 s 12 | 10 avril 2024   | Potchefstroom     |              |